# Jackie Brookner

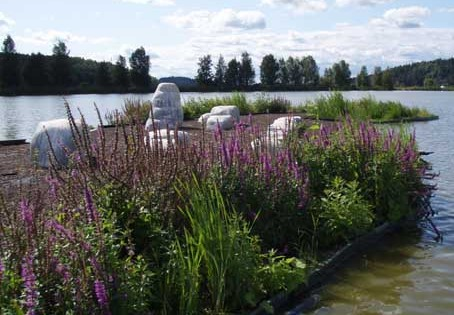

Jackie Brookner (Providence, Rhode Island, 1945-2015) fue una artista ecológica, escritora y educadora estadounidense. 
Trabajó con ecologistas, diseñadores profesionales, ingenieros y responsables políticos en saneamientos de agua y proyectos de arte público para parques, humedales, ríos y derrames de aguas de lluvia urbana. En tales proyectos, los recursos locales se convertían en el punto focal de colaboración comunitaria y agencia creativa colectiva. Brookner vivió en Nueva York, y trabajó y realizó su obra en todo el mundo.

## Docencia
Brookner enseñó en la Universidad de Pensilvania, Harvard, Bard College, New York Studio School, Parsons The New School for Design, donde continuó enseñando hasta su deceso.